# Cycloleberis americana
Cycloleberis americana är en kräftdjursart. Cycloleberis americana ingår i släktet Cycloleberis och familjen Cylindroleberididae. Inga underarter finns listade i Catalogue of Life.